# Liebenau (Basse-Saxe)
Pour les articles homonymes, voir Liebenau.
Liebenau est une commune allemande de l'arrondissement de Nienburg/Weser, Land de Basse-Saxe.

## Géographie
Liebenau se situe le long de la Weser.
|            | Binnen     | Nienburg/Weser |
| Pennigsehl | Liebenau   | Estorf         |
|            | Steyerberg |                |

## Histoire
Sur le Heidberg, une dune à environ 2 km au sud-ouest de Liebenau, on découvre en 1953 un champ funéraire saxon, des inhumations ayant eu lieu entre le IVe siècle et le IXe siècle. Environ 450 tombes ont été trouvées. Les objets montrent des échanges commerciaux avec des régions éloignées.
Liebenau est mentionné pour la première fois en 1156 dans un document signé par Henri XII de Bavière.
Comme Laurent de Rome est souvent le protecteur d'églises fondées au Xe siècle, celle de Liebenau pourrait ne pas faire exception.
En 1241, l'évêque de Minden Wilhelm von Diepholz achète le château-fort de Venau à Heinrich IV von Oldenburg-Wildeshausen. En 1346, le comte Gerhard III von Hoya s'en empare et le détruit. Les pierres servent à construire le château de Liebebau au nord du Große Aue. Celui-ci est détruit en 1512 par Jean IV de Schaumbourg.
En 1939, on élève une usine de munitions dans la lande par Wolff & Co. Elle est exploitée par Eibia, une filiale de Wolff. En 1943, elle devient aussi un centre d'essais pour les moteurs de fusée. Environ 2 000 prisonniers de guerre et travailleurs forcés sont morts et enterrés  dans le cimetière militaire de Deblinghausen, près de Steyerberg.
Après la fin de la Seconde Guerre mondiale, l'usine produit de nouveau des munitions par Dynamit Nobel puis Eurometall jusqu'en 1994. Dans les années 1960, l'usine de Liebenau est l'usine qui fabrique le plus de poudre en Allemagne de l'Ouest.
De 1963 à 1992, il y a un dépôt de munitions nucléaires à la base militaire de la 1re Panzerdivision. Aujourd'hui, on ne peut toujours pas entrer dans la zone de 12 km² de l'ancienne usine sans autorisation.

## Personnalités liées à la commune
- Heinrich Gade (1816-1910), pédagogue
- Rolf Meyer (né en 1951), homme politique
- Carola Ferstl (née en 1968), animatrice de télévision
- Thorsten Wilhelms (né en 1969), coureur cycliste

## Source, notes et références
- (de) Cet article est partiellement ou en totalité issu de l’article de Wikipédia en allemand intitulé « Liebenau (Niedersachsen) » (voir la liste des auteurs).